# Парфянская одежда

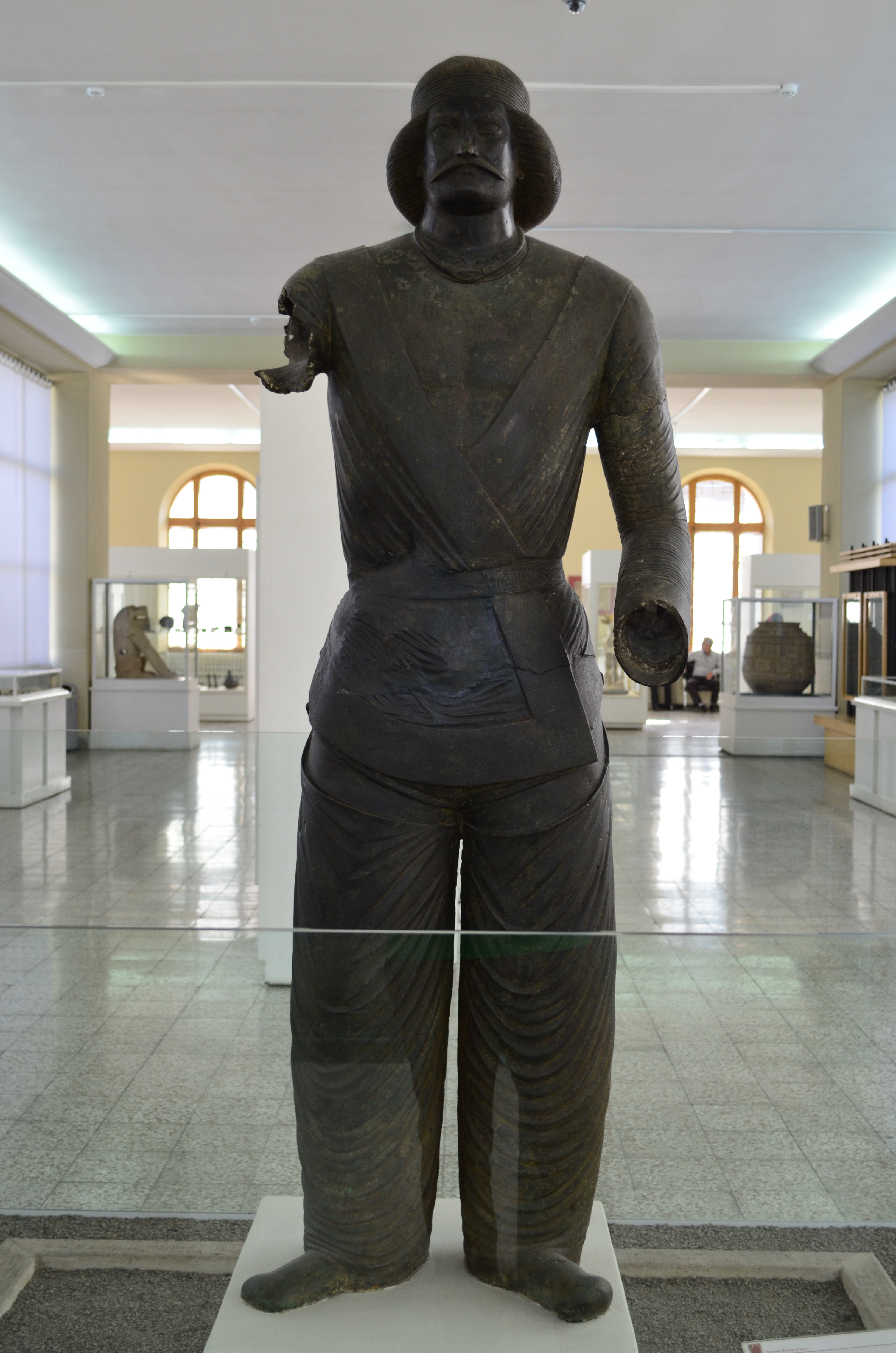
Статуя парфянского дворянина в традиционном брючном костюме.

Парфя́нская оде́жда, представленная у парфян, стала обычной одеждой на Древнем Ближнем Востоке в эпоху Аршакидов (247 г. до н. э. — 224 г. н. э.). Костюм, состоявший из брюк и подпоясанной туники с рукавами, распространялся за пределы политических и этнических барьеров, его носили от Сирии до северной Индии, продолжая следовать стилю, существование которого подтверждено уже в эпоху Ахеменидов. В периоды завоевания Александром Великим Ближнего Востока и последующего расцвета государства Селевкидов стиль иранского костюма не претерпел изменений и продолжал распространяться, даже оказав некоторое влияние на греческий костюм.